# Alstroemeria oreas
Alstroemeria oreas là một loài thực vật có hoa trong họ Alstroemeriaceae. Loài này được Schauer miêu tả khoa học đầu tiên năm 1843.